# Кортикальний гомункулус

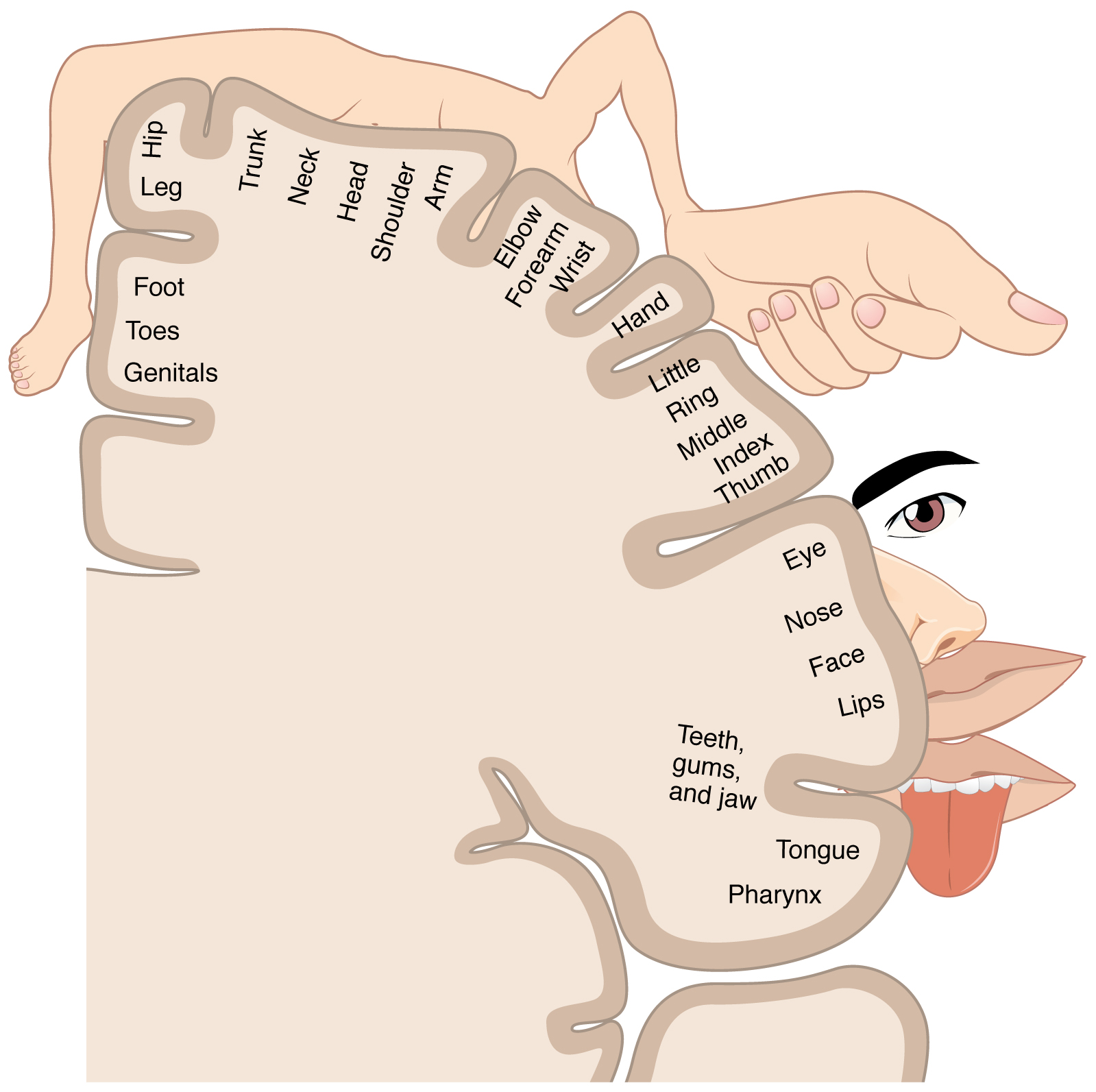
Кірковий сенсорний гомункулус

Кортика́льний гому́нкулус або кірковий гомункул (від лат. cortex — кора і homunculus — чоловічок) — це дидактична модель, яка наочно показує відображення тіла в корі головного мозку людини. Це, по суті, неврологічна «карта» анатомічних відділів тіла.

## Сенсорний і моторний гомункулус
Існує два типи кіркового гомункулуса: сенсорний і моторний, зображення котрих подібні.
- Первинна моторна кора знаходиться в прецентральній звивині (поле Бродмана 4), і обробляє сигнали, що надходять від премоторної ділянки лобових часток.
- Первинна сенсорна кора знаходиться у постцентральній звивині[1] й обробляє сигнали, що йдуть від таламуса. Ці сигнали передаються від звивин до стовбура головного мозку та спинного мозку через відповідні нерви.

В первинній руховій корі ділянки, що відповідають за частини тіла (представництва) розташовані впорядковано, але в перевернутому вигляді (див.малюнок). Пальці представлені у верхній частині півкулі великого мозку, в той час як рот представлений в нижній частині півкулі, ближче до латеральної борозни (лат. sulcus lateralis). Ці осередки представництва частин тіла лежать вздовж складки в корі, яка називається центральною борозною (лат. sulcus centralis). Гомункул розбивається на дві половини, з моторним представництвом протилежної сторони тіла. деякі частини тіла можуть контролюватися частково перекриваються областями кори.
Обсяг кори, що відповідає кожній ділянці тіла пропорційний щільності його інервації, а не її фізичному розміру. Ділянки тіла з великою або більш складною сенсорною або моторною інервацією представлені у вигляді більших частин гомункулуса, а з меншою або менш складною інервацією — менших за розміром його частин. В результаті виходить спотворене зображення людського тіла з непропорційно величезними руками, губами, обличчям.

## Гомункулус доктора Вайлдера Пенфілда
3-вимірний (3D) гомункулус доктора Вайлдера Пенфілда (англ. Dr. Wilder Penfield) — ілюстрація сенсорної і моторної репрезентації тіла в межах мозку або кори головного мозку людини .
Пенфілд спочатку задумав гомункулуса як уявний експеримент для концептуалізації та об'єктивізації функцій людського мозку. Він не був першою людиною, яка спробувала об'єктивізувати функції людського мозку за допомогою фігурки гомункула, але його робота, в кінцевому підсумку, докорінно змінила параметри неврологічного дослідження. Гомункулус Пенфілда можна побачити в постійній експозиції Музею природознавства в Лондоні.

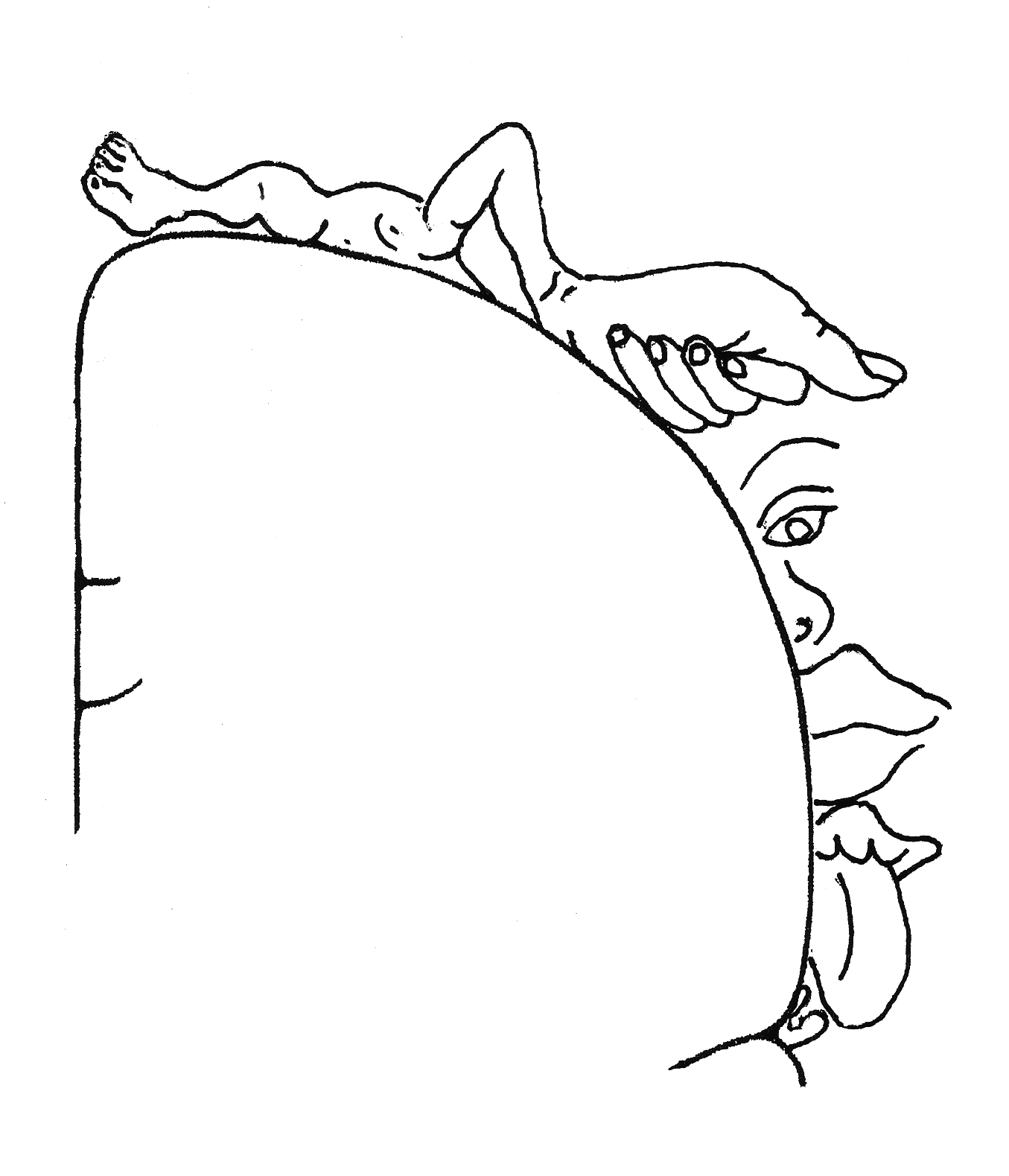
Ідея кіркового гомункулуса, створеного Вайлдером Пенфілдом.
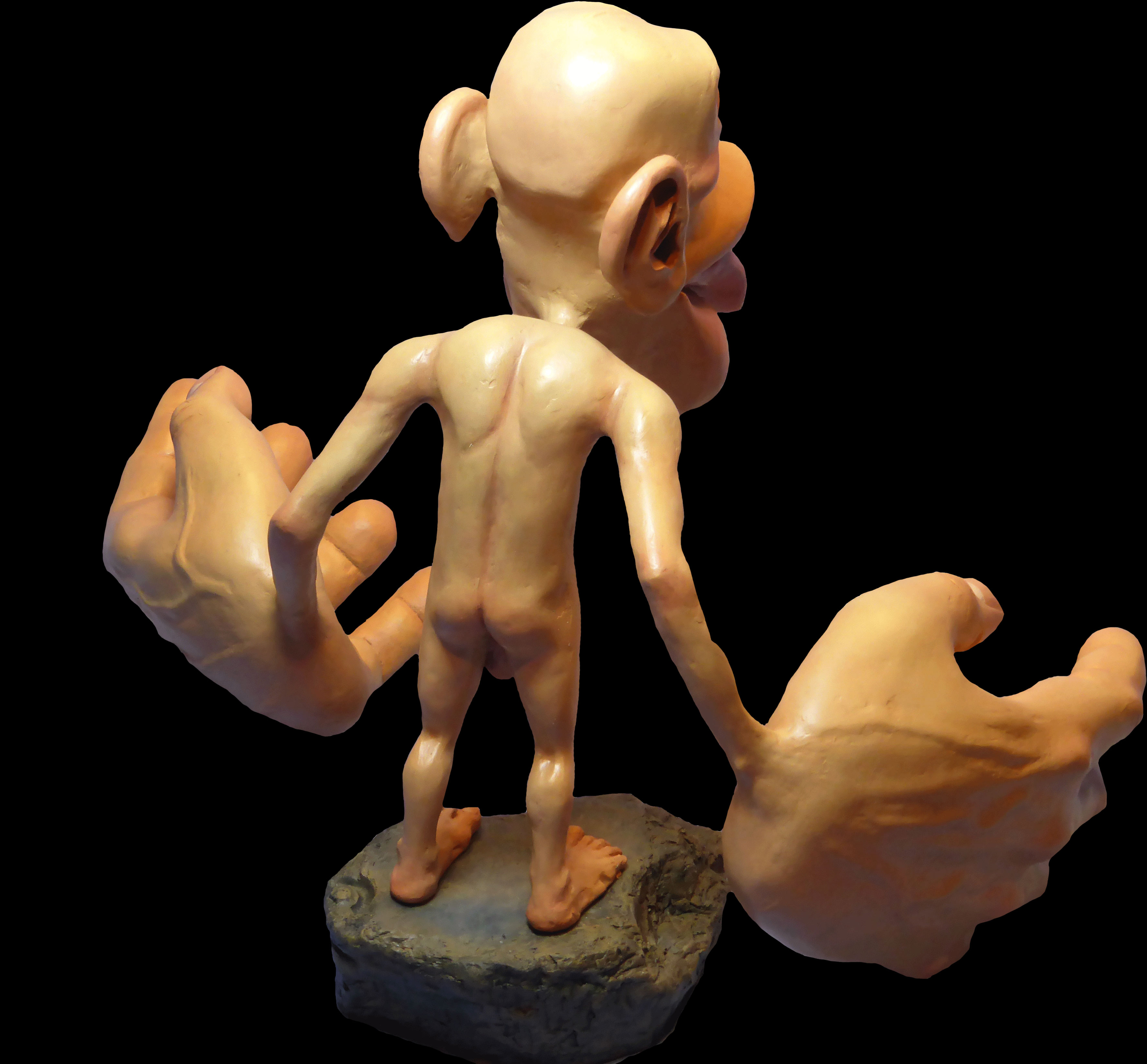
Вигляд сенсорного Гомункулуса ззаду, великі кисті, порівняно з руками і ногами.
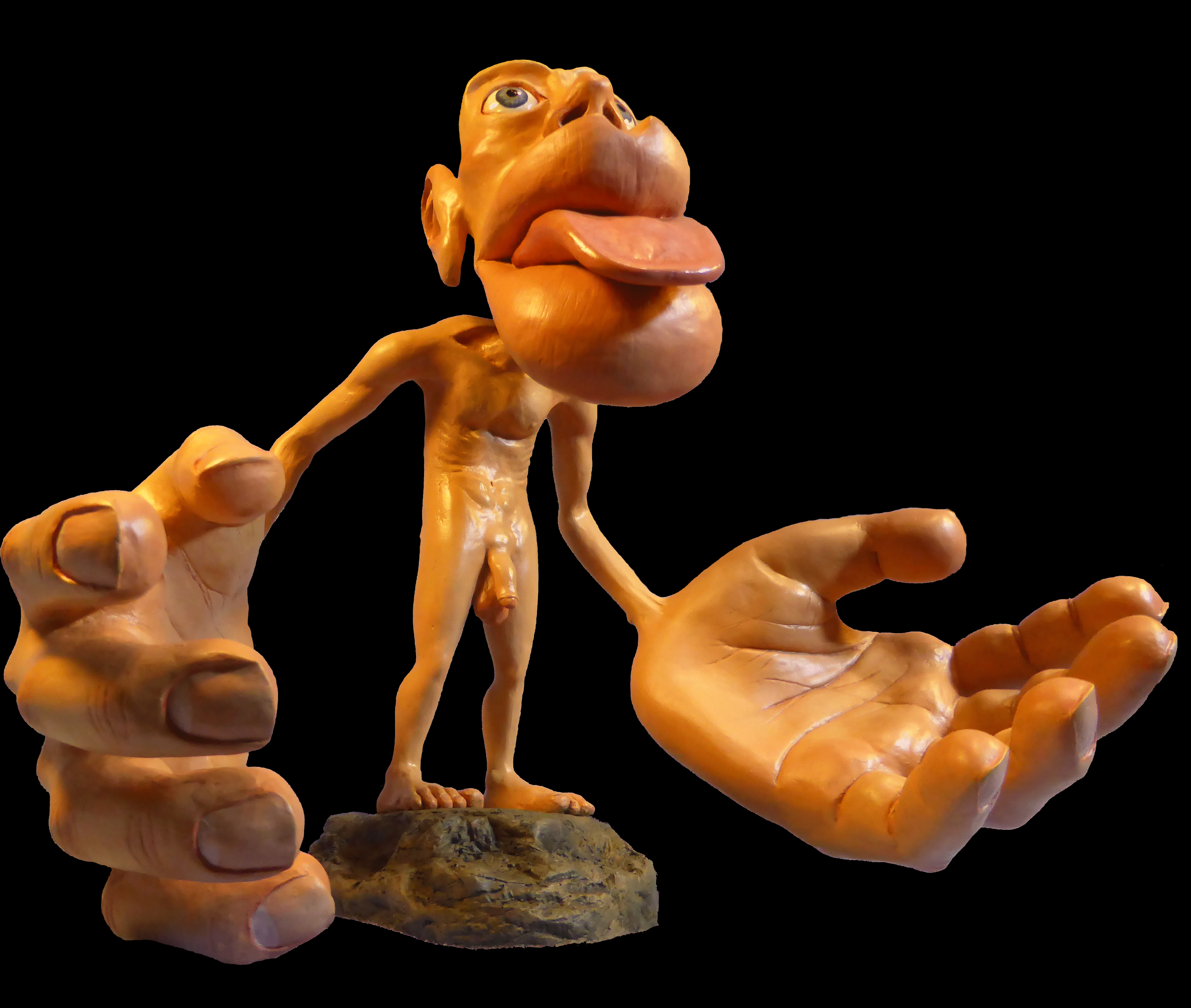
Гомункулус Пенфілда. Зверніть увагу, як тонкі руки, але як великі й важкі кисті.
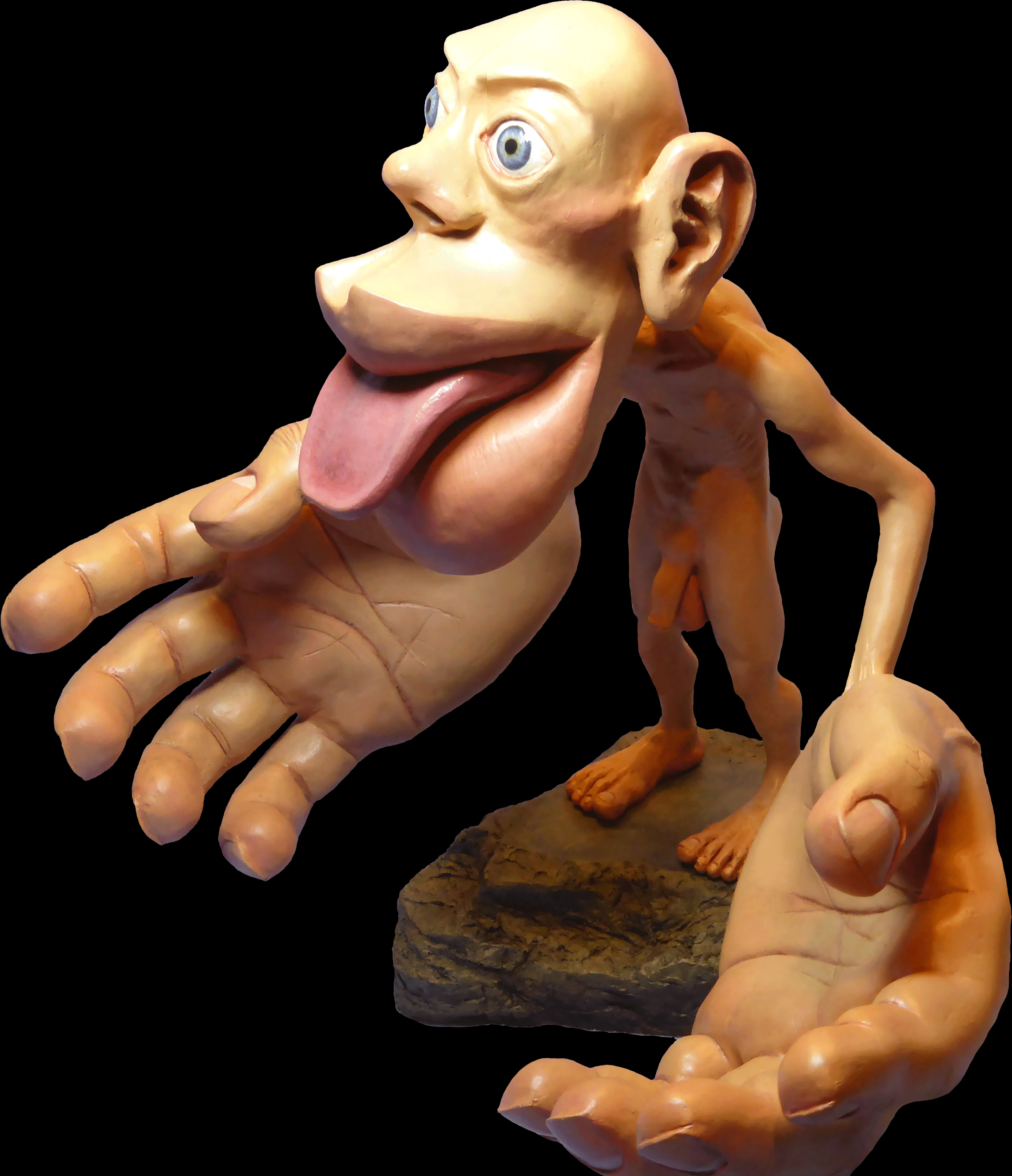
Сенсорний Гомункулус, який показує величезне представництво кистей порівняно з руками й ногами. Дослідження Sharon Price-James B.A (Hons)